# جيرارد ميرفي (سياسي)
جيرارد ميرفي (بالإنجليزية: Gerard Murphy)‏ هو سياسي أيرلندي، ولد في 25 مارس 1951 في مقاطعة كورك في جمهورية أيرلندا. حزبياً، نشط في فاين جايل. في الانتخابات العمومية الإيرلندية 2002 ‏، انتخب نائب دييل عن دائرة كورك الشمالية الغربية ‏ وقد انضم خلال فترته النيابية ‏ (6 يونيو 2002 – 26 أبريل 2007) للكتلة البرلمانية فاين جايل.